# 宽叶薰衣草
宽叶薰衣草（学名：Lavandula latifolia）为唇形科薰衣草属的植物。分布于地中海、欧洲等地，中國大陸已有人工引种並栽培成功。